# Slussen

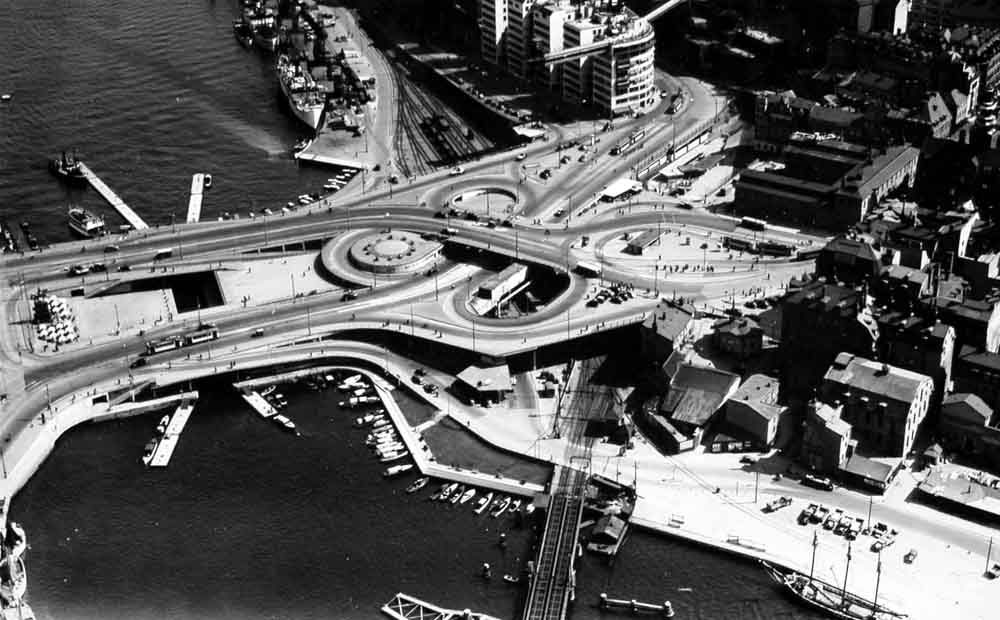
A Slussen a levegőből

A Slussen (svédül: A Zsilip), vagy teljes nevén Karl Johanslussen (Karl Johan zsilip) a Gamla stan és Södermalm között helyezkedik el. A Slussen a Mälaren tavat választja el a Balti-tengertől. Az első építkezések 1642-ben, majd 1750-ben voltak. A mai Slussent 1850-ben építették.
A Slussen a felszínen Södermalmot és a Gamla Stant köti össze, autóutak és az (itt a felszínen haladó) metró pályája fekszenek rajta. A Slussen mellett található a Stockholm Városi Múzeum és a Katarinahissen is.
Stadsgårdennél található a hajókikötő is, amelynél a városban járó hajók kötnek ki. Slussen a nackai és värmdöi buszterminálnak is a neve.